# Designador rígido
En lógica modal y filosofía del lenguaje, un designador rígido es una expresión que designa o refiere a una misma entidad en todos los mundos posibles en los que esa entidad existe, y no designa nada en aquellos mundos en los que no existe. El término fue introducido por el filósofo estadounidense Saul Kripke en una serie de conferencias que dio en 1970, y que luego se publicaron bajo el título El nombrar y la necesidad (Naming and Necessity). Algunos ejemplos de designadores rígidos son:
- Nombres propios como "Aristóteles", "Venus", "París", "9" y "Pegaso".
- Descripciones definidas matemáticas como  "la raíz cuadrada de 25" y "3 + 3"
- Nombres de clases naturales como "agua" y "oro".
- Nombres de sensaciones como "dolor" y "placer".

Los designadores rígidos se oponen a los designadores no rígidos, también llamados laxos, débiles, flácidos o accidentales, los cuales designan a distintas entidades en distintos mundos posibles. El ejemplo más importante de designadores no rígidos son las descripciones definidas como "el discípulo más eminente de Platón", "el número de los planetas" y "el rey de Francia".
Algunos autores han sostenido que los designadores rígidos deben referir a la misma entidad en todos los mundos posibles, aun en aquellos donde esa entidad no existe. A esta variación de los designadores rígidos se los llama designadores rígidos obstinados.